# Centre des monuments nationaux
Das Centre des monuments nationaux (CMN) (deutsch Zentrum nationaler Denkmäler) ist ein Établissement public à caractère administratif (deutsch öffentliche Einrichtung mit Verwaltungsaufgaben), das dem französischen Kulturministerium zugeordnet ist.
Die Einrichtung verwaltet nahezu 100 nationale Monumente (Schlösser, Museen, Denkmäler) und macht sie der Öffentlichkeit zugängig.

## Ursprung und Geschichte
Das Centre des monuments nationaux ist Nachfolger verschiedener Einrichtungen, die jedoch gleichen oder ähnlichen Zwecken dienten.
Das Gesetz vom 10. Juli 1914 bildete die Grundlage für die Einrichtung der Caisse nationale des monuments historiques et préhistoriques (deutsch Nationaler Fonds für historische und prähistorische Denkmäler) mit dem Ziel, Mittel für den Erwerb historischer Denkmäler oder Gebäude zu beschaffen, die auf die Einstufung zum Monument historique warten, sowie für deren Restaurierung und Instandhaltung.
Das Gesetz vom 2. Mai 1930 gab dieser Einrichtung den Status Caisse nationale des monuments historiques, préhistoriques et naturels et des sites (deutsch nationaler Fond für geschichtliche, vorgeschichtliche und natürliche Monumente). Das Gesetz erweitert in der Tat die Bestimmungen des Gesetzes vom 31. Dezember 1913 auf weitere schützenswerte Denkmäler.
1965 bekam die Einrichtung mit der Verordnung Nr. 65-515 und 65-516 vom 30. Juni ein neues Statut und einen neuen Namen: Caisse nationale des monuments historiques et des sites (CNMHS). Schließlich schuf der Erlass vom 21. April 2000 (Nr. 2000-357) das heutige Institut: Centre des monuments nationaux.

## Aufgabenbereiche

### Verbesserung der Darstellung
Das Centre des monuments nationaux (CMN) hat die Aufgabe, das ihm anvertraute Erbe zu präsentieren, es für möglichst viele Menschen zugänglich zu machen und die Qualität der Darstellung zu gewährleisten. Mit fast 200 Veranstaltungen pro Jahr fördert das Centre die Beteiligung nationaler Denkmäler am kulturellen Leben und die Entwicklung des Tourismus. Dies geschieht in Absprache mit den regionalen Kulturämtern, Kommunen und Netzwerken weiterer Kultureinrichtungen.
Die Aufgabe des CMN besteht darin, die nationalen Denkmäler darzustellen und der Öffentlichkeit zugänglich zu machen. Die Behörde ist seit 2007 auch für Restaurierung und Erhaltung zuständig, um sie an zukünftige Generationen weitergeben zu können.
Ursprünglich wurden die Konservierungsarbeiten von den regionalen Diensten des Ministeriums für Kultur und Kommunikation (Direction régionale des Affaires culturelles) durchgeführt, während das CMN die für den Empfang der Besucher erforderlichen Einrichtungen zuständig war. All diese Aufgaben werden jetzt von einer einzigen Dienststelle, der am 1. Juni 2009 geschaffenen CMN-Projektmanagementabteilung, wahrgenommen.

### Verwaltung
Seit 2007 wurde die Aufgabe der Erhaltung, Restaurierung und Pflege der von ihm verwalteten Denkmäler vom CMN übernommen.
Das Centre des monuments nationaux hat 1.500 Bedienstete. Sein Jahresbudget betrug 2008 110 Millionen Euro, das aus eigenen Mitteln (Ticketverkauf, Vermietung, kommerzielle und redaktionelle Einnahmen, Sponsoring-Ressourcen) und einem Zuschuss des Kulturministeriums finanziert wird. 2022 wurden in den Einrichtungen 10 Millionen Besucher gezählt.

### Veröffentlichungen
Das Centre des monuments nationaux erfüllt auch einen Auftrag als öffentlicher Verlag unter der Marke Monum und später Éditions du patrimoine. Es unterstützt damit vor allem die Kenntnis und Weitergabe des Wissens um die Heimatgeschichte durch die Veröffentlichung von Prospekten für Besucher, schönen Büchern – fotografischen Arbeiten und populärwissenschaftliche Werke –, Erklärungen zu Architekten oder Gebäuden, theoretischen, technischen oder wissenschaftlichen Texten, Kinderbüchern, Büchern für Seh- oder Hörbehinderte.

## Organisation
Das Centre des monuments nationaux wird nach Artikel L. 141-1 des Code du patrimoine und dem Dekret 95-462 vom 26. April 1995 in der geänderten Fassung. Die Leitung obliegt einem per Erlass ernannten Präsidenten und einem Generaldirektor, der ein Conseil d’administation zur Seite steht.